# IKZF2
IKZF2‏ (IKAROS family zinc finger 2) هوَ بروتين يُشَفر بواسطة جين IKZF2 في الإنسان.